# Dan T. Muse
Dan T. Muse (* 1882; † 1950) war ein US-amerikanischer Geistlicher der Pfingstbewegung.

## Leben
Dan T. Muse wurde im US-Bundesstaat Mississippi geboren und wuchs in Texas auf. Als Teenager zog er in ein Indianerreservat nach Oklahoma. Dort erlebte er 1913 eine Bekehrung. Kurze Zeit später machte er erste Erfahrungen in der Zungenrede. Muse begann zu predigen und für die Pentecostal Holiness Church Gemeinden zu gründen. 1918 wurde er während einer Konferenz ordiniert. Muse engagierte sich stark in der Leitung seiner Kirche und organisierte Sonntagsschulen und Ferienlager. Im Jahr 1925 wurde er zum Geschäftsführer der „Oklahoma Conference“ ernannt. Muse begleitete verschiedene Ämter in seiner Kirche, bis er schließlich im Jahr 1937 Superintendent wurde.